# Gladkodlaki prinašalec
Gladkodlaki prinašalec je pasma lovskih psov, ki izvira iz Anglije. Razvit je bil kot prinašalec tako na kopnem kot v vodi.

## Videz
Standard prinašalca zahteva, da so samci v grebenu visoki 58–64 cm, s priporočeno težo 27–36 kg, samice pa 56–61 cm, s priporočeno težo 25–34 kg. Prinašalec ima močne mišičaste čeljusti in razmeroma dolg gobec. Njegova glava je edinstvena za pasmo in je opisana kot "iz enega kosa" z minimalno prekinitvijo in hrbtno lobanjo približno enake dolžine kot gobec. Ima mandljeve, temno rjave oči z inteligentnim, prijaznim izrazom. Ušesa so viseča, razmeroma majhna in ležijo blizu glave. Zatilje (kosti na zadnji strani lobanje) ni poudarjeno (kot je na primer pri setrih), glava pa gladko teče v dobro obokan vrat. Zgornja črta je močna in ravna z dobro odlakanim repom zmerne dolžine, ki drži naravnost zadaj. Ta pasma ima zaobljeno telo spredaj in zadaj, kar omogoča odprto gibanje brez napora.

## Temperament
Gladkodlaki prinašalec je aktiven, multitalentiran ptičar, ki si močno želi ugajati ljudem. Razposajeni, samozavestni, družabni in ljubeznivi družinski ljubljenčki so lahko spremljevalci majhnih otrok, če so v bližini odrasli, ki obvladujejo hudo navdušenje tega psa. Običajno so zelo dobri z drugimi psi in celo mačkami. Ti prinašalci potrebujejo veliko gibanja in zavzetosti, da pomagajo usmerjati svojo naravno športno energijo. Britanski kinološki klub priporoča, naj lastniki psom zagotavljajo vsaj 2 uri gibanja na dan. Čeprav bodo lastnike in lastnino zaščitili s samozavestnim laježem, verjetno ne bodo takšnega hrupa podkrepili z dejansko agresijo. Zaradi njihovega odličnega voha, skupaj z njihovo brezmejno energijo in željo, da bi ugajali svojim gospodarjem, so včasih uporabljeni kot psi, ki iščejo droge. Uporabljajo se v rejskem programu za pse vodnike, v Združenem kraljestvu kot pasma in kot križanec z labradorcem.
So nestrpni in hitri pri učenju. Najlažje se učijo v kratkih intervalih, saj lahko stvari ponavljajo. To je počasi razvijajoč se pes, saj polno zrelost doseže šele v starosti 3-5 let. Tudi takrat ti psi ohranjajo mladosten pogled, podoben mladičkom, in se tako obnašajo tudi v starosti.  Paddy Petch, avtor knjige The Complete Flat-Coated Retriever, te pse imenuje "Peter Pan", saj nikoli ne odrastejo.
Gladkodlaki prinašalec je "naravna" pasma in uživa v "naravnih" dejavnostih, kot so valjanje po blatu, igranje v blatu in kopanje. Ti psi so tudi "razmišljajoči" psi, kar pomeni, da želijo ugajati, vendar iščejo način, kako prekršiti pravila. Ta lastnost pomaga pri njihovi lovski sposobnosti, vendar le, če sta s svojim lastnikom povezana. Ti psi bodo delali zase ali pa sploh ne, če ni motivacije za delo s prisotno vezjo vodnika ali vodnika psov.

## Zdravje
Rejci morajo redno izvajati teste in preglede za dedne sklepne bolezni (pogosta displazija kolkov), ušesa in oči (pogosta progresivna atrofija mrežnice in glavkom) na vseh psih, ki se uporabljajo za vzrejo. Občasno je pri pasmi opažena tudi epilepsija.
Ravno te prinašalci imajo večje tveganje za raka kot večina psov. Hemangiosarkom, fibrosarkom, osteosarkom in maligna histiocitoza so še posebej uničujoči in se pri njih pojavljajo večkrat kot pri mnogih drugih pasmah. Po študijah, ki jih je sponzoriralo Ameriško združenje ameriških igralcev (FCRSA), je povprečna življenjska doba gladkodlakega prinašalca le približno osem let.  Novejše raziskave na Danskem in v Združenem kraljestvu pa kažejo, da je povprečna življenjska doba približno 10 let. Zdravstvena raziskava čistopasemskih psov v Veliki Britaniji iz leta 2010 je pokazala, da je približno 50% smrti gladkodlakih prinašalcev posledica neke vrste raka.

Druga pogostejša nadloga pri tej pasmi je želodčni dilatacijski volvulus, sicer poznan kot napihnjenost.  To ni značilno to vrsto psov, je pa pogosto zaradi njihove velike velikosti in globokih prsnih košev. Če psa ne zdravimo, bo hitro umrl. Vulvulus dilatacijskega želodca je odgovoren za 5% vseh smrtnih primerov in približno 20% smrtnih primerov, ki niso povezani s tumorji.
Imajo zelo nizko stopnjo displazije kolkov in pogačic v primerjavi z drugimi srednje velikimi pasmami; statistika Ortopedske fundacije za živali dosledno kaže stopnjo displazije kolkov pri pasmi manj kot 3%. V zdravstveni raziskavi FCRSA iz leta 1997 je bilo 4,2% samcev in 3,2% samic diagnosticiranih z displazijo pogačic.